# Vasili Róchev (esquiador, 1980)
Vasili Vasílievich Róchev –en ruso, Василий Васильевич Рочев– (Syktyvkar, URSS, 23 de octubre de 1980) es un deportista ruso que compitió en esquí de fondo. 
Participó en dos Juegos Olímpicos de Invierno, en los años 2002 y 2006, obteniendo una medalla de bronce en Turín 2006, en la prueba de velocidad por equipo (junto con Ivan Alypov).
Ganó cuatro medallas en el Campeonato Mundial de Esquí Nórdico, en los años 2005 y 2007.

## Palmarés internacional
| Juegos Olímpicos   | Juegos Olímpicos      | Juegos Olímpicos  | Juegos Olímpicos     |
| Año                | Lugar                 | Medalla           | Prueba               |
| ------------------ | --------------------- | ----------------- | -------------------- |
| 2006               | Turín (Italia)        | Medalla de bronce | Velocidad por equipo |
| Campeonato Mundial |                       |                   |                      |
| Año                | Lugar                 | Medalla           | Prueba               |
| 2005               | Oberstdorf (Alemania) | Medalla de oro    | Velocidad individual |
| 2005               | Oberstdorf (Alemania) | Medalla de bronce | Relevo 4 × 10 km     |
| 2007               | Sapporo (Japón)       | Medalla de plata  | Velocidad por equipo |
| 2007               | Sapporo (Japón)       | Medalla de plata  | Relevo 4 × 10 km     |